# Apseudopsis ostroumovi
Apseudopsis ostroumovi is een naaldkreeftjessoort uit de familie van de Apseudidae. De wetenschappelijke naam van de soort is voor het eerst geldig gepubliceerd in 1947 door Bacescu & Carausu.